# قاطار
قاطار هي قرية في مقاطعة كليبر، إيران. عدد سكان هذه القرية هو 257 في سنة 2006.